# Camponotus dolabratus
Camponotus dolabratus är en myrart som beskrevs av Menozzi 1927. Camponotus dolabratus ingår i släktet hästmyror, och familjen myror. Inga underarter finns listade.